# Décès en 1005
Décès
- 1001
- 1002
- 1003
- 1004
- 1005
- 1006
- 1007
- 1008
- 1009

Cette page dresse une liste de personnalités mortes au cours de l'année 1005 :
- 25 mars : Kenneth III, roi d'Écosse de 997 à 1005.
- 16 novembre : Ælfric d'Abingdon, prélat anglo-saxon.
- 14 décembre : Adalbéron, évêque de Metz de 984 à 1005.

- Abe no Seimei, spécialiste de l'onmyōdō, l’office du yin et du yang au Japon.
- Abu Hilal al-Askari, théologien de l'Islam.
- Bouchard Ier de Vendôme, également appelé Bouchard Ier le Vénérable ou le Vieux, comte de Corbeil, de Melun et de Paris.
- Cynan ap Hywel, roi de Gwynedd et de Deheubarth.
- Giric II, co-roi d'Écosse.
- Hugues Ier, vicomte de Meulan.
- Ismaïl II a essayé de ressusciter l'État samanide en Transoxiane et à l'est de l'Iran.
- Kenneth III, roi d'Écosse.
- Lê Đại Hành, empereur du Đại Cồ Việt (ancêtre du Viêt Nam).
- Lê Trung Tông, deuxième empereur de la dynastie Lê antérieure.
- Luitgarde de Luxembourg, fille de Sigefroid de Luxembourg et de Hedwige.
- Mael Ruanaidh Ua Dubhda (en), roi Irlandais (Uí Fiachrach Muaidhe).
- Nil de Rossano, également appelé Nil le Jeun ou Nil de Calabre, saint gréco-italien.
- Pietro, cardinal italien, évêque d'Ostie.
- Ragnald Ier de Man, dirigeant de l'Ile de Man.
- Sigmundur Brestisson, chef féroïen.
- Yves Ier de Bellême, premier seigneur connu de Bellême.

## Crédit d'auteurs
- Cet article est partiellement ou en totalité issu de l'article intitulé « 1005 » (voir la liste des auteurs).